# Devola
Devola és una concentració de població designada pel cens dels Estats Units a l'estat d'Ohio. Segons el cens del 2000 tenia 2.771 habitants.

## Demografia
Segons el cens del 2000, Devola tenia 2.771 habitants, 1.065 habitatges, i 803 famílies. La densitat de població era de 208,6 habitants per km².
Dels 1.065 habitatges en un 28,6% hi vivien nens de menys de 18 anys, en un 68,2% hi vivien parelles casades, en un 6,3% dones solteres, i en un 24,6% no eren unitats familiars. En el 22,1% dels habitatges hi vivien persones soles el 12,2% de les quals corresponia a persones de 65 anys o més que vivien soles. El nombre mitjà de persones vivint en cada habitatge era de 2,46 i el nombre mitjà de persones que vivien en cada família era de 2,88.
Per edats la població es repartia de la següent manera: un 22,4% tenia menys de 18 anys, un 6,1% entre 18 i 24, un 22,4% entre 25 i 44, un 26,9% de 45 a 60 i un 22,2% 65 anys o més.
L'edat mediana era de 44 anys. Per cada 100 dones de 18 o més anys hi havia 88,3 homes.
La renda mediana per habitatge era de 48.558 $ i la renda mediana per família de 58.214 $. Els homes tenien una renda mediana de 39.028 $ mentre que les dones 26.833 $. La renda per capita de la població era de 24.751 $. Aproximadament el 3,4% de les famílies i el 4,5% de la població estaven per davall del llindar de pobresa.

## Poblacions properes
El següent diagrama mostra les poblacions més properes.